# Kvalitetskontrol
Kvalitetskontrol kan defineres som "krav om styring af kvalitet". Dette kan være formuleret som forestillinger om målbare kvalitetsparametre, fx gennem faglige mål, kundskaber og færdigheder eller som forskrifter for afholdelse af tests og prøver. En anden type styring inddrager krav om effektivitet, omstilling og fleksibilitet i kvalitetsspørgsmålet.
Det er noget enklere at vurdere kvaliteten af en vare end kvaliteten af en tjenesteydelse eller en menneskelig aktivitet. I forbindelse med kommunernes øgede brug af udlicitering på rengøringsområdet udbydes opgaverne i licitation. Det forudsættes, at de virksomheder, der påtager sig opgaverne overholder nogle standarder for rengøringskvaliteten. I praksis er der imidlertid tale om en angivelse af den tid, der skal anvendes på de forskellige rengøringsopgaver. Vurderingen af, om der bliver gjort ordentlig rent er naturligvis et subjektivt skøn.
I ældreplejen er der ligeledes en tendens til, at private virksomheder overtager (en del af) opgaverne, og her er det endnu vanskeligere at vurdere det overordnede kvalitetsmål: at brugerne bør kunne leve et værdigt liv.[kilde mangler]